# Großer Schwerin

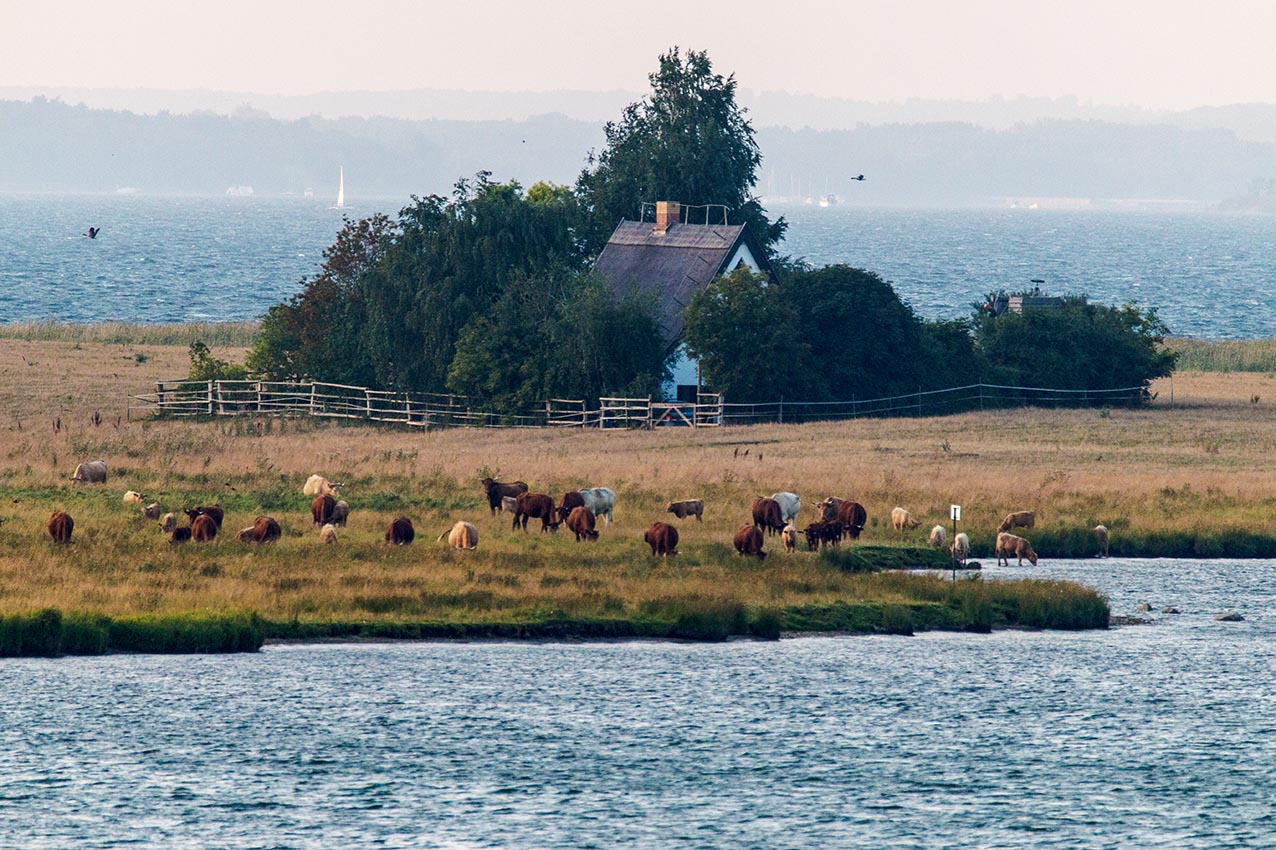
Ornithologische Station

Der Große Schwerin ist eine in etwa nach Norden vorstoßende Halbinsel am südwestlichen Ufer der Müritz. An ihrer Westseite befindet sich eine bis nach Röbel zurückreichende und an der Ostseite eine Zähnerlank genannte Bucht, an die gegenüber die Halbinsel Steinhorn anstößt. Er gehört zum Gebiet des südlich davon liegenden Ortsteiles Ludorf der Gemeinde Südmüritz im Landkreis Mecklenburgische Seenplatte.
Die Halbinsel besteht aus Großem (äußerer Teil) und Kleinem Schwerin (innerer Teil) mit einer etwa nur 100 Meter breiten Engstelle zwischen beiden. Üblicherweise werden aber beide Teile zusammen als Großer Schwerin bezeichnet. Die gesamte Fläche beträgt etwa 87 Hektar mit einer Länge von etwa 1.600 Metern und einer größten Breite von etwa 800 Metern. Der höchste Punkt liegt nur sechs Meter über dem Wasserspiegel der Müritz. Ursprünglich handelte es sich um eine bewaldete Insel. Die Landbrücke entstand durch die Wasserstandsabsenkung der Müritz von etwa 1,5 Metern bei Regulierungsarbeiten an der Elde in den Jahren 1798 bis 1834. Danach wurde der Wald gerodet und die Halbinsel als Viehweide genutzt.
Der Große Schwerin ist Teil des Naturschutzgebiets Großer Schwerin mit Steinhorn und wird heute mit einer Mutterkuhherde naturschutzgerecht beweidet, sodass die Landschaft auf diese Weise offen gehalten wird.
Der Große Schwerin allein war schon am 3. Juli 1930 unter Schutz gestellt worden, weswegen er das zweitälteste Naturschutzgebiet auf dem Gebiet des heutigen Mecklenburg-Vorpommern ist. Er ist für die Öffentlichkeit mit einem verschließbaren Zaun abgesperrt und kann nur gemeinsam mit autorisierten, naturkundlich ausgebildeten Führern betreten werden. In der ornithologischen Station, dem einzigen Gebäude auf der Halbinsel, wohnt immer ein Ranger, dessen Aufgabe u. a. ist, das Betreten der Insel vom Wasser her – in der Regel von Sport- und Touristikbooten aus – abzuwehren.
Der Große Schwerin ist Rastplatz zahlreicher Wasservögel wie der Graugans und dem Kranich, aber auch Brutplatz verschiedener Entenarten, der Bekassine, des Kiebitzes, des Teichrohrsängers und des Flussregenpfeifers. In den Wiesen blühen verschiedene Orchideenarten, unter anderem das Breitblättrige Knabenkraut.

## Einzelnachweis
1. ↑  Stiftung Umwelt und Naturschutz MV

Koordinaten: 53° 24′ 9″ N, 12° 38′ 42″ O